# Bajirao I
Bajirao I (en maratí, बाजीराव) (18 de agosto de 1700–28 de abril de 1740) fue un notable general indio quien sirvió como peshwa (primer ministro) al cuarto Maratha Chhatrapati (Emperador) Shahu de 1720 hasta su muerte. Sus otros nombres incluyen Bajirao Ballal y Thorale (Marathi para Grandes) Bajirao. Es también popular con el apodo 'Rau' (en Marathi 'राव').
Bajirao tomó el cargo de liderar sus tropas. Se le atribuye la expansión del Imperio maratha, especialmente en el norte, lo que contribuyó a que alcanzara su cenit durante el reinado de su hijo veinte años después de su muerte. Bajirao es reconocido como el más influyente de los nueve Peshwas de la familia Bhat.

## Primeros años
Bajirao nació en la familia Bhat de Marathi Chitpavan con Brahmin como apellido.  Su padre Balaji Vishwanath fue el primer Peshwa de Chhatrapati Shahu; su madre era Radhabai. Bajirao tuvo un hermano más joven Chimnaji Appa.
Bajirao solía acompañar a su padre en las campañas militares. Él estaba con su padre, cuando este fue encarcelado por Damaji Thorat antes de ser liberado de un rescate. Cuando Vishwanath murió en 1720, Shahu fue nombrado con 20 años de edad Bajirao como el Peshwa. Se dice que predicó el ideal de Hindu Pad Padshahi (Imperio hindú), pero hay dudas sobre la sinceridad de él o sus sucesores en esta materia.

## Inicios de su carrera como Peshwa
Por el tiempo en que Bajirao se convirtió en Peshwa, el Chhatrapati Shahu era el gobernante teórico, en gran parte limitado a su residencia en Satara. La Confederación Maratha era gobernada en su nombre,  pero el poder real estaba en las manos del Peshwa. Por el tiempo de Bajirao cita, el emperador mogol Muhammad Shah había reconocido Marathas' los derechos sobre los territorios poseyeron por Shivaji en su muerte. En 1719, el Mughals hubo también reconoció el Maratha derechos de recoger impuestos (chauth y sardeshmukhi) en las seis provincias de Deccan. Bajirao creyó que el imperio Mughal agonizó, y quiso aprovechar esta situación con expansión agresiva en India del norte. Notando la fortuna decreciente del Mughals,  está informado para tener dicho, "Huelga, huelga en el tronco y las ramas bajarán de punto ellos."  Aun así, como nuevo Peshwa,  afronte varios retos:,
- Su cita como el Peshwa en una edad joven había evocado celos de oficiales como Naro Carnero Mantri, Anand Carnero Somant y Shripat Rao Pratinidhi
- Nizam-ul-Mulk Asaf Jah yo, el Mughal virrey de Deccan, hubo prácticamente creó su reino independiente propio en la región, y desafió el Maratha los derechos de recoger impuestos en Deccan
- El Marathas necesitó afirmar sus derechos sobre el nobles del nuevamente-obtuvo territorios en Malwa y Guyarat
- Varias áreas que era parte del Maratha , no fue de hecho bajo Peshwa control. Por ejemplo, el Siddis controló el Janjira fort

## Pune como capital

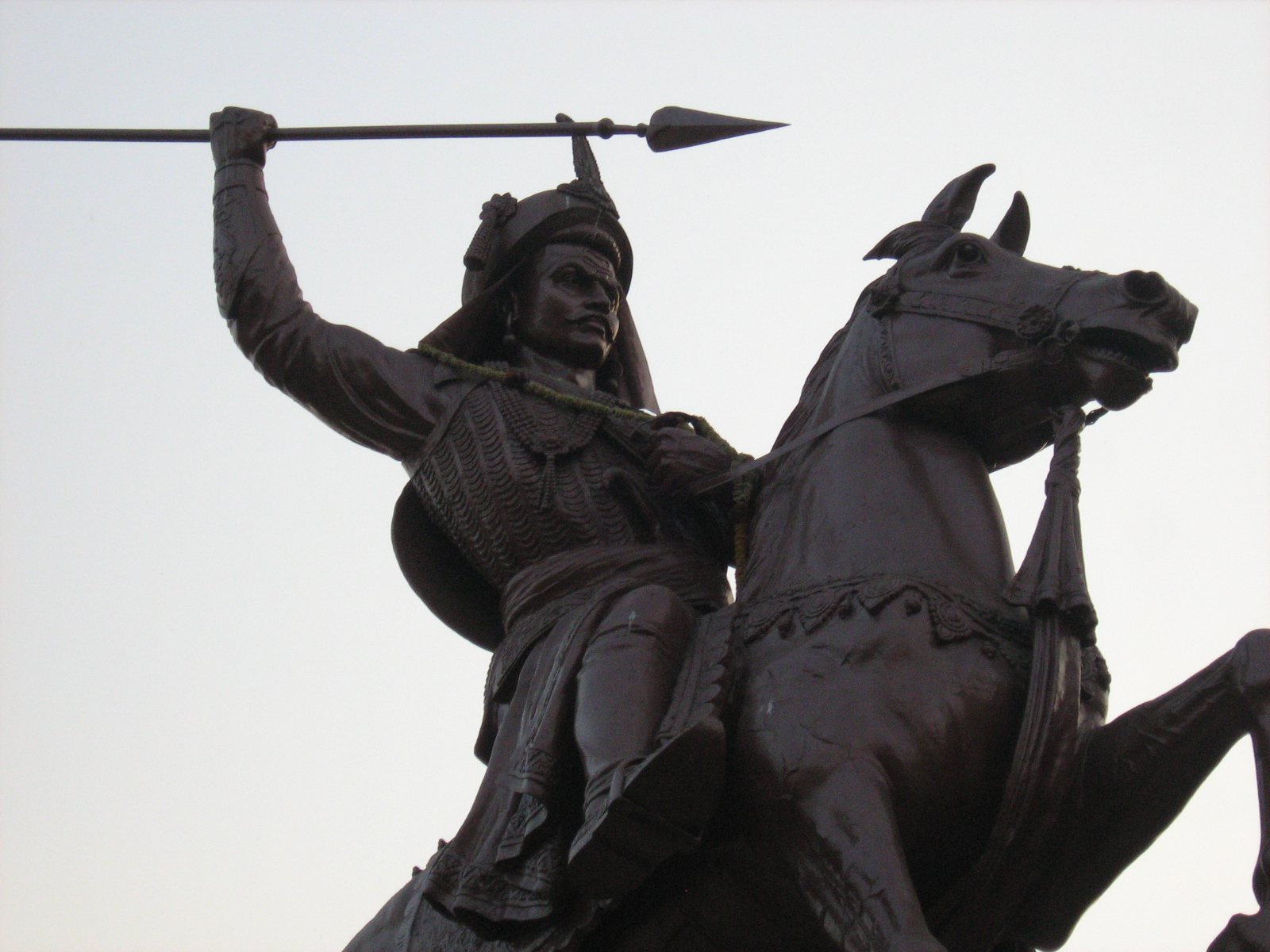
Una estatua ecuestre de Peshwa Bajirao fuera del Shaniwar Wada (Shaniwar Palace) en Pune

En 1728, Bajirao trasladó la capital administrativa del Imperio Maratha de Shahu Satara a la ciudad de Pune. Su general Bapuji Shripat, persuadió a algunas de las familias más ricas de Satara a instalarse en la ciudad de Pune, que se dividió en 18 peths (Delegaciones).

## Campaña de Malwa
En 1723, Bajirao había organizado una expedición a las regiones del sur de Malwa. Los jefes Maratha como Ranoji Scindia (Shinde), Malhar Rao Holkar y Udaji Pawar habían recogido con éxito chauth de varias áreas en Malwa. (Más tarde, estos jefes talladas en sus propios reinos de Gwalior, Indore y Dhar, respectivamente). Para contrarrestar la influencia de Maratha, el emperador mongol había designado Girdhar Bahadur como el Gobernador de Malwa. 
Después de derrotar al Nizam, Bajirao dirigió su atención hacia Malwa. En octubre de 1728, envió a un enorme ejército comandado por su hermano menor Chimaji Appa, y ayudado por los generales como Scindia, Holkar y Pawar. El 29 de noviembre de 1728, el ejército de Shivaji derrotó a los mongoles en la batalla de Amjhera. Girdhar Bahadur y su comandante Daya Bahadur murieron en la batalla. Chimaji también marcharon hacia Ujjain, pero tuvo que retirarse debido a la falta de suministros. Para febrero de 1729, las fuerzas Maratha habían llegado a la actual Rajasthan. 

## Campaña de Bundelkhand
En Bundelkhand, Chhatrasal se había rebelado contra el imperio mongol y estableció un reino independiente. En diciembre de 1728, una fuerza de Mughal dirigido por Muhammad Khan Bangash lo derrotó, y encarceló a su familia. Chhatrasal había solicitado en repetidas ocasiones la asistencia del Bajirao, pero este estaba ocupado en Malwa en ese momento. En marzo de 1729, el Peshwa finalmente respondió a la solicitud Chhatrasal, y marchó hacia Bundelkhand. Chhatrasal también escapó de su cautiverio y se unió a la fuerza Maratha. Después marcharon a Jaitpur, Bangash se vio obligado a salir de Bundelkhand. Fue restaurada posición Chhatrasal como gobernante de Bundelkhand. Chhatrasal asigna una gran jagir a Bajirao, y también se casó con su hija Mastani a él. Antes de su muerte en diciembre de 1731, cedió algunos de sus territorios a los Marathas.

## Campaña de Guyarat
Después de consolidar influencia maratha en India central, Peshwa Bajirao decidió afirmar Maratha derechos de recoger impuestos de la provincia rica de Guyarat. En 1730,  envió una fuerza maratha bajo Chimnaji Appa a Guyarat. Sarbuland Khan, el Mughal Gobernador de la provincia, cede a los Marathas, el correcto de recoger chauth y sardeshmukhi de Guyarat. Sea pronto reemplazado por Abhay Singh, quién también reconoció el Maratha derechos de recoger impuestos. Aun así, este éxito irked Chhatrapati Shahu senapati (comandante-en-jefe) Trimbak Rao Dabhade. Sus antepasados del Dabhade el clan hubo raided Guyarat varios tiempo, afirmando sus derechos de recoger impuestos de aquella provincia. Molestado en Bajirao control sobre qué considere la esfera de su familia de influencia,  se rebele contra el Peshwa. Dos otros Maratha nobles de Guyarat — Gaekwad y Kadam Bande — también sided con Dabhade.
Mientras tanto, después de la derrota de Girdhar Bahadur en 1728, el emperador mongol había nombrado Jai Singh II para someter a los Marathas. Sin embargo, Jai Singh recomienda un acuerdo pacífico con los Marathas. El emperador no estaba de acuerdo, y lo reemplazó con Muhammad Khan Bangash. Bangash formó una alianza con el Nizam, Triambak Rao y Sambhaji II. El 1 de abril de 1731, Bajirao derrotó a las fuerzas aliadas de Dabhade, Gaekwad y Kadambande: Trimbakrao murió en la batalla de Dabhoi. El 13 de abril, Bajirao resuelva la disputa con Sambhaji II mediante la firma del Tratado de Warna, que demarcó los territorios de Chhatrapati Shahu y Sambhaji II. Posteriormente, el Nizam reunió Bajirao en Rohe-Rameshwar el 27 de diciembre de 1732, y prometió no interferir con las expediciones Maratha
.
Incluso después de que subduing Trimbak Rao, Shahu y Bajirao evitó una rivalidad con el potente Dabhade clan: Trimbak hijo Yashwant Rao estuvo hecho el nuevo senapati de Shahu. El Dabhade la familia estuvo dejada para continuar recogiendo chauth de Guyarat en la condición que depositarían a medias las colecciones en el Chhatrapati Shahu treasury.

## Marcha hacia Delhi
Después de la muerte de Trimbak Rao, la alianza de Bangash contra los Marathas se había desmoronado. En consecuencia, el emperador mogol le recordó de Malwa, y renombrado Jai Singh II como gobernador de Malwa. Sin embargo, el jefe de Maratha Holkar derrotó Jai Singh en la batalla de Mandsaur en 1733. Después de dos batallas más, los mogoles decidió ofrecer el Marathas el derecho a cobrar ₹ 22 lakh como chauth de Malwa. El 4 de marzo de 1736, Bajirao y Jai Singh llegó a un acuerdo en Kishangad. Jai Singh convenció al emperador para estar de acuerdo con el plan, y Bajirao fue nombrado vicegobernador de la provincia. Jai Singh también se cree que ha informado en secreto Bajirao que era un buen momento para someter al debilitamiento emperador mongol.
El 12 de noviembre de 1736, el Peshwa comenzó una marcha a la capital de Mughal Delhi desde Pune. En la audiencia sobre el avance del ejército Maratha, el emperador mogol preguntó Saadat Khan a marchar de Agra y comprobar el avance de Maratha. La jefes Maratha Malhar Rao Holkar y Pilaji Jadhav cruzó Yamuna y saqueó los territorios mogoles en el Ganges-Yamuna Doab. Saadat Khan condujo una fuerza de 150.000 contra ellos, y los derrotó. Luego se retiró a Mathura, pensando que el Marathas se habían retirado. Sin embargo, Bajirao avanzó a Delhi y acampó en Talkatora. El emperador mogol envió una fuerza liderada por Mir Hasan Khan Koka para comprobar su avance. Los Marathas derrotaron esta fuerza en la batalla de Nueva Delhi el 28 de marzo de 1737. Bajirao luego se retiraron de Delhi, aprensivos sobre el enfoque de una fuerza de Mughal mayor de Mathura.

## Vida personal

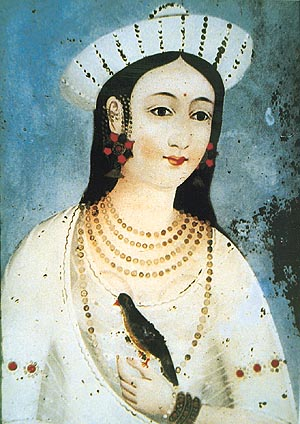
Mastani

La primera esposa de Peshwa Bajirao era Kashibai; Tuvieron dos hijos: Nanasaheb y Raghunathrao. Nanasaheb le sucedió como el Peshwa en 1740, bajo el nombre de Balaji Bajirao.
Su segunda esposa era hija Chhatrasal Mastani. Bajirao estaba profundamente enamorado de Mastani, y construyó un palacio para ella en Pune, que fue llamado el Mastani Mahal. Una reconstrucción de la misma se puede ver en el Museo Raja Dinkar Kelkar en Pune, incluyendo restos del palacio original. Los ortodoxos sociedad hindú brahmán contemporánea se habían negado a aceptar el matrimonio, porque Mastani tenía una madre musulmana. Esto llevó a una crisis en la familia Bhat. El historiador DG Godse afirma que el hermano Bajirao Chimaji Appa y madre, Radhabai, nunca aceptaron a Mastani como uno de los suyos. Se hicieron muchos intentos de quitarse la vida, presumiblemente por Chimaji Appa; ella sobrevivió con la ayuda de Chhatrapati Shahu. 
En 1734, Bajirao y Mastani tuvieron un hijo, quién estuvo nombrado Krishna Rao en su nacimiento. Bajirao le quiso muchísimo para ser aceptado como Brahmin, pero debido a la ascendencia musulmana de su madre, los sacerdotes rechazaron conducir el Hindu upanayana o ceremonia para él.
El niño fue criado como musulmán, y llegó a ser conocido como Shamsher Bahadur. Luchó por los Marathas en la batalla de Panipat 1761, donde fue asesinado a la edad de casi 27 años, su propio hijo, Ali Bahadur, más tarde gobernó sobre tierras Bajirao en Bundelkhand, y fundó el estado de Banda.

## Muerte

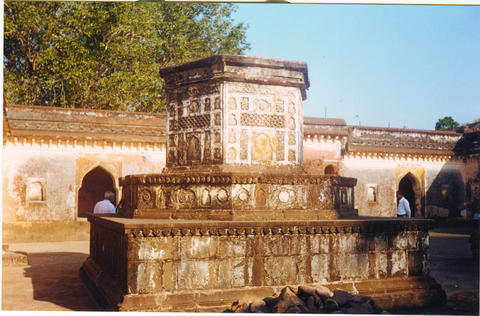
Monumento a Bajirao en Raverkhedi

Bajirao murió el 28 de abril de 1740, a la edad de 39 años. Él murió de una fiebre repentina, posiblemente un golpe de calor. En ese momento, estaba en camino a Delhi con 100.000 soldados bajo su mando en su campamento en el distrito de Khargone, cerca de la ciudad de Indore. Fue incinerado el 28 de abril de 1740, en Raverkhedi en el río Narmada. Los Scindias construyeron una chhatri como un monumento en este lugar. El monumento está rodeado por un Dharmshala. El compuesto tiene dos templos, dedicados a Nilkantheshwar Mahadev (Shiva) y Rameshwaram (Rama). 

## Tácticas militares

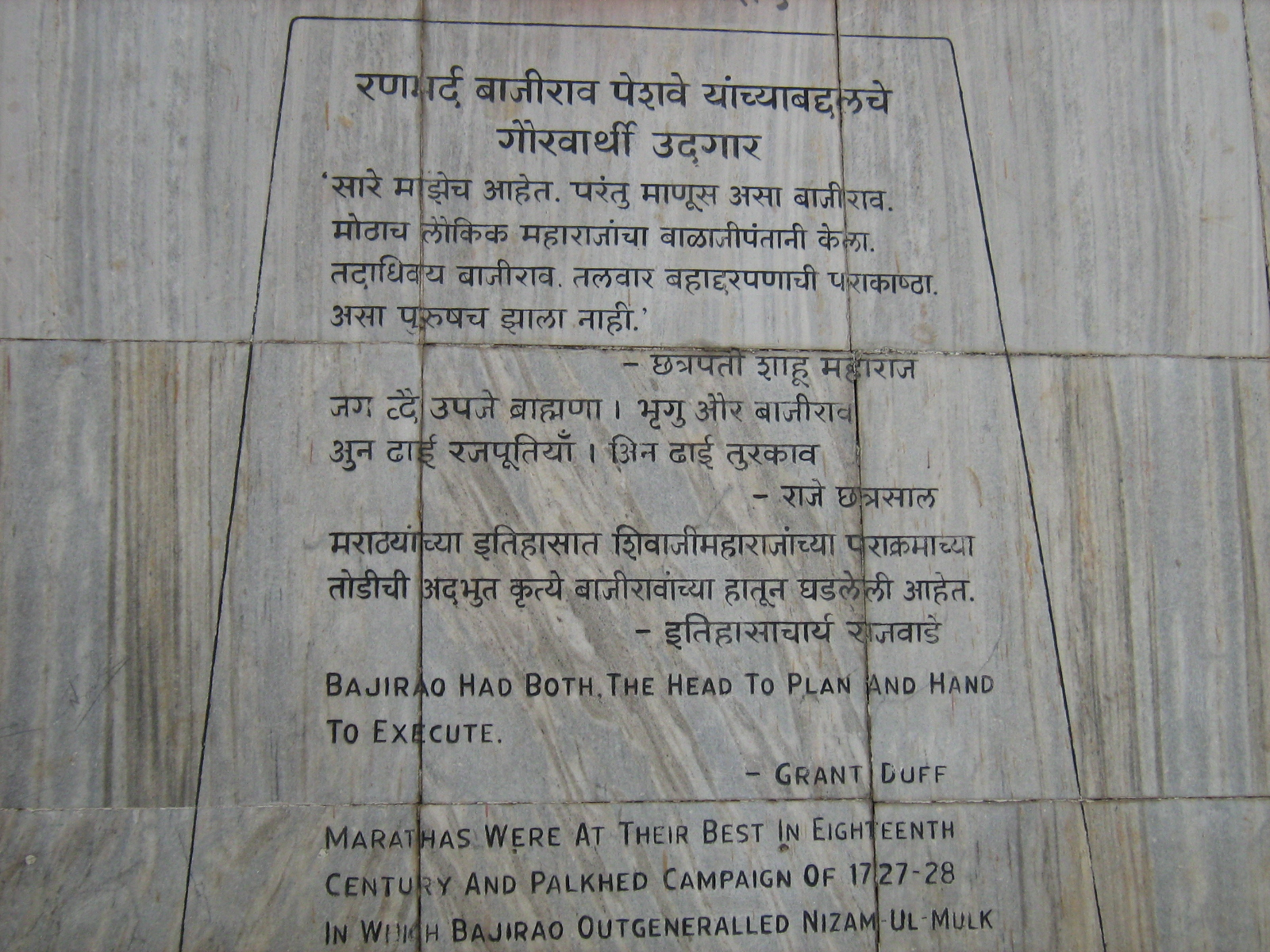
Una placa de información justo debajo de la estatua de Bajirao Peshwa lo describe como RannMard o "El hombre del campo de batalla

Bajirao es famoso por los movimientos tácticos rápidos en la batalla, utilizando su caballería heredada de los generales maratha incluyendo Santaji Ghorpade, Dhanaji Jadhav, Anand Rao Makaji. Mariscal de Campo Bernard Montgomery, en su "Historial de guerra", comparó el enfoque de Bajirao para que posteriormente se hiziera famoso por los Estados Unidos de la guerra civil general William Tecumseh Sherman durante 1864 "Marcha hacia el Mar": el uso de movimientos rápidos, donde sus tropas vivían fuera de la tierra, con preocupación mínima por sus propias líneas de suministro y de la comunicación, y el empleo de "guerra total" contra la población civil enemiga. A menudo se le llama un general de caballería. Dos ejemplos son la batalla de Palkhed en 1728 cuando outmaneuvered el gobernador mogol de la provincia de Deccan, y de nuevo en la batalla contra el emperador mogol, Shah Muhammad en Delhi durante 1739. El general británico Montgomery llamada victoria de Bajirao como Palkhed como una "obra maestra de la movilidad estratégica ". 

Bajirao concentrab el uso de terreno local para cortar los enemigos de las líneas de suministro con la ayuda de un rápido movimiento de tropas. Siguió tácticas maratha tradicionales de rodear al enemigo rápidamente, apareciendo desde la parte trasera del enemigo, atacando desde la dirección inesperada, distrayendo la atención del enemigo, manteniendo el equilibrio enemigo fuera, y decidir el campo de batalla en sus propios términos. 

## En la cultura popular
- Una serie de televisión marathi, Rau, se produjo en la década de 1990 acerca de la historia de Bajirao y Se basa en el libro del mismo nombre por Nagnath S. Inamdar.
- En 2010, ETV-marathi, un canal de entretenimiento marathi, comenzó una serie diaria, Shrimant Peshwa Bajirao Mastani, producida por Production Nitin Desai Chandrakant. Fue transmitida de lunes a viernes a las 21.00 hrs.
- Bajirao Mastani es una película de Bollywood hindi de 2015, dirigida por Sanjay Leela Bhansali. El papel de Peshwa Bajirao fue interpretado por Ranveer Singh. Esta película también se basa en la novela titulada marathi Raau, que es un relato ficticio de la relación entre Bajirao I y su segunda esposa Mastani. Los descendientes de Bajirao I y Mastani expresaron su desaprobación de esta película, alegando la excesiva libertad creativa del director, Sanjay Leela Bhansali, causando interpretación indebida de sus antepasados. Una petición fue presentada en el Tribunal Superior de Bombay en busca de estancia en la película, pero el Tribunal Supremo se negó a interferir con su lanzamiento.[11]